# Raphicerus
Raphicerus са род дребни антилопи, обитаващи Субсахарска Африка.

## Видове
Родът включва три вида антилопи:
- Южен грисбок (на латински: Raphicerus melanotis)
- Северен грисбок (на латински: Raphicerus sharpei), Грисбок на Шарпе
- Стийнбок (на латински: Raphicerus campestris)